# 汙斑項鰭魚
汙斑項鰭魚，為輻鰭魚綱鱸形目隆頭魚亞目隆頭魚科的其中一種，分布於印尼海域，棲息深度10-25公尺，體長可達13.2公分，棲息在沙底質開放海域，受驚嚇時會躲於沙中，生活習性不明。

## 擴展閱讀
維基物種上的相關：汙斑項鰭魚